# 在オマーン日本国大使館
在オマーン日本国大使館（アラビア語: سفارة اليابان في عُمان、英語: Embassy of Japan in Oman）は、オマーンの首都マスカットにある日本の大使館。

## 沿革
- 1972年5月、日本とオマーンの外交関係が樹立される[2]
- 1980年10月、ジッダの在サウジアラビア日本国大使館が在オマーン日本国大使館の兼轄を開始する[2]
- 1983年3月、マスカットに在オマーン日本国大使館が設置されて特命全権大使が常駐を開始する[2]

## 住所
- 所在地: Villa No. 760, Way No. 3011, Jamiat Al-Duwal Al-Arabiya Street, Shati Al-Qurum（アラビア語版、英語版）, Muscat[3]
- 私書箱: P.O. Box 3511, Ruwi（アラビア語版、英語版）, Postal Code 112, Muscat[3]